# Le Gouffre noir
Le Gouffre noir (W pustyni i w puszczy, littéralement : Dans le désert et les contrées sauvages) est un roman de l'écrivain polonais Henryk Sienkiewicz, Prix Nobel de littérature en 1905, publié en 1911. Il s'agit de son unique roman pour la jeunesse (adolescents).
En France, le roman est paru en 1934 aux éditions Fernand Nathan.

## Résumé
Au XIXe siècle en Afrique, durant la Guerre des mahdistes au Soudan (1881-1899). Un Polonais de quatorze ans, Stanislas, et une Anglaise de huit ans, Nel, dont les pères travaillent comme ingénieurs au canal de Suez, sont kidnappés par des fanatiques religieux arabes qui espèrent les échanger contre un parent fait prisonnier par les Anglais. Les deux enfants sont forcés de traverser le désert du Sahara à dos de chameau jusqu'à la ville de Khartoum où il est prévu de les présenter au Mahdi, le leader religieux des rebelles ; ils endurent nombre d'épreuves au cours de la traversée. Arrivés à Khartoum, ils parviennent à s’échapper et tentent de rejoindre leurs pères. Ils vont vivre de nombreuses et dangereuses aventures et,  ce faisant, rencontreront deux enfants noirs esclaves, Kali et Mea, qui les aideront ; ils se prendront également d'amitié pour un éléphant...

## Éditions françaises
- 1923 : parution en feuilleton dans le journal Guignol entre septembre et décembre 1923 (no 36 à 39). Illustrations d'Étienne Le Rallic[2].
- 1934 : parution sous forme de roman : Le Gouffre noir, Henryk[3] Sienkiewicz. Traduit par Paul Cazin, illustré par Maurice Toussaint ; Paris : F. Nathan, collection « Aventures et voyages », 228 pages[4].

## Adaptations
Au cinéma
- 1973 : In Desert and Wilderness, film polonais réalisé par Władysław Ślesicki. Tourné en Égypte, au Soudan et en Bulgare, avec une distribution et une équipe de tournage internationales.
- 2001 : In Desert and Wilderness, film polonais réalisé par Gavin Hood, tourné en Afrique du Sud, en Tunisie et en Namibie. Le film a été projeté au Festival de Cannes le 14 mai 2001[5].

À la télévision
- 1974 : W pustyni i w puszczy, mini-série télévisée polonaise[6].Visible sur Youtube en polonais

- 2002 : W pustyni i w puszczy, série télévisée polonaise[7].Visible sur Youtube en polonais

## Galerie d'images

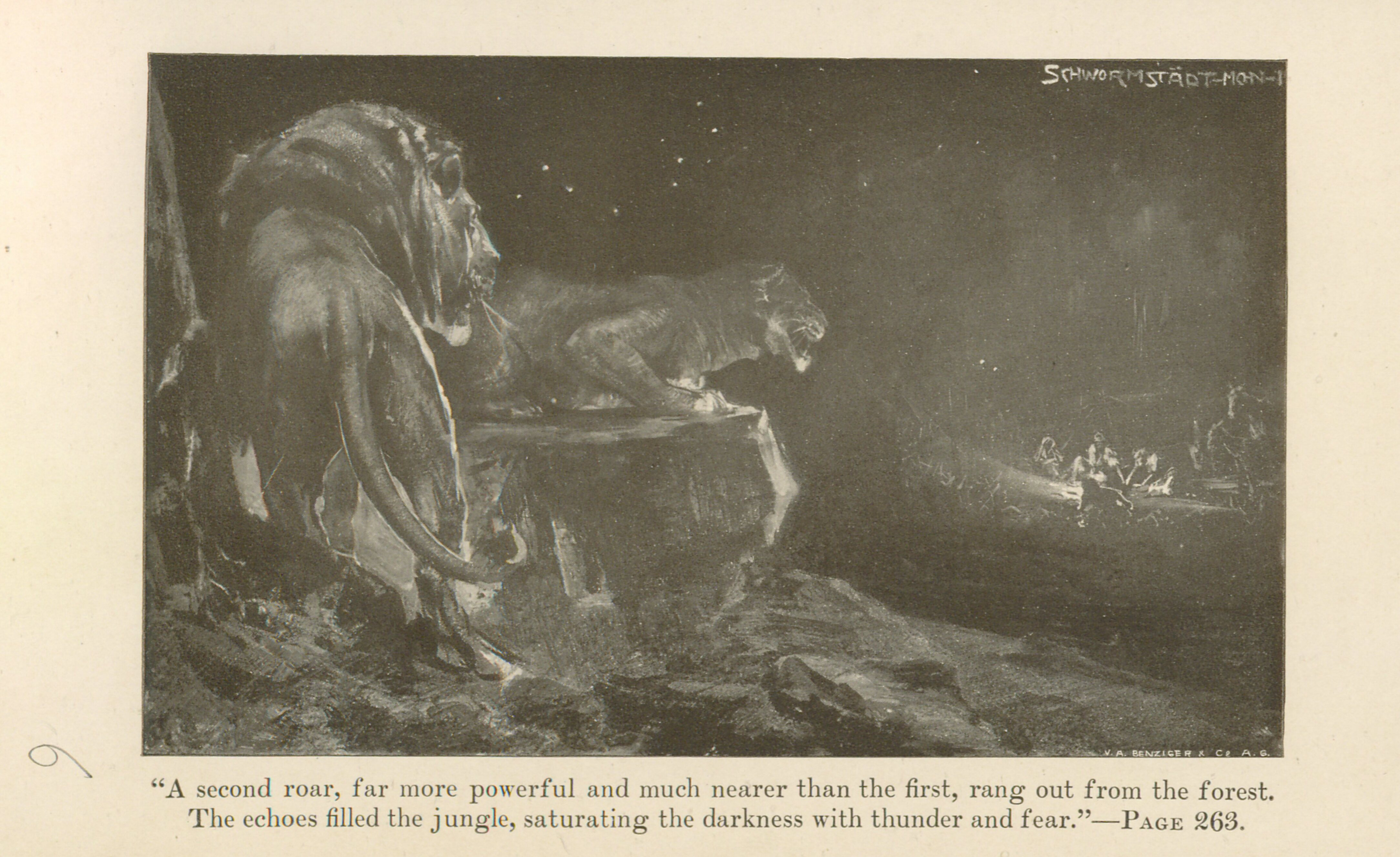
Gravure issue de la première édition américaine de 1912, Through the desert (Benziger Brothers, New York)
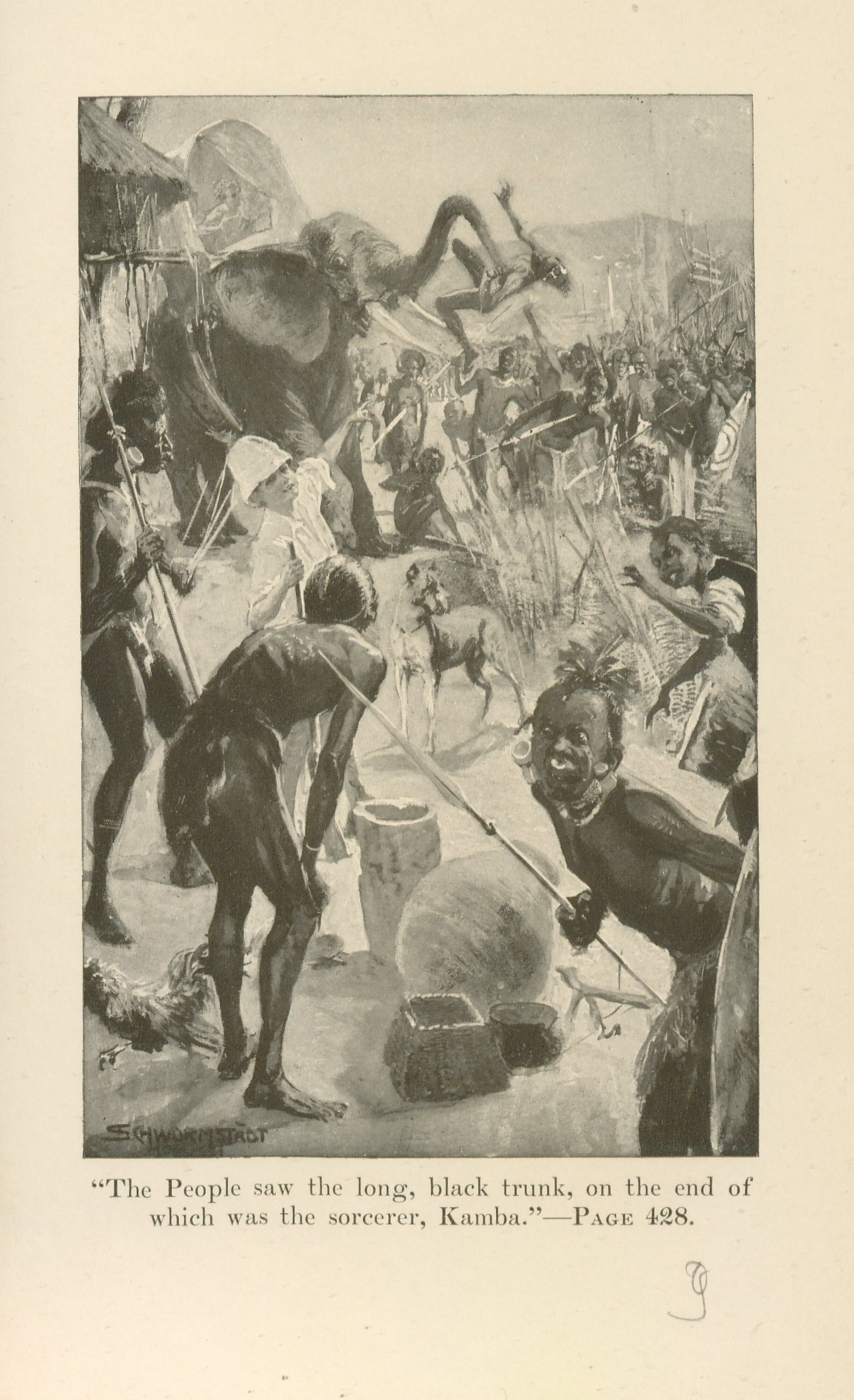
Gravure issue de la première édition américaine de 1912, Through the desert (Benziger Brothers, New York)
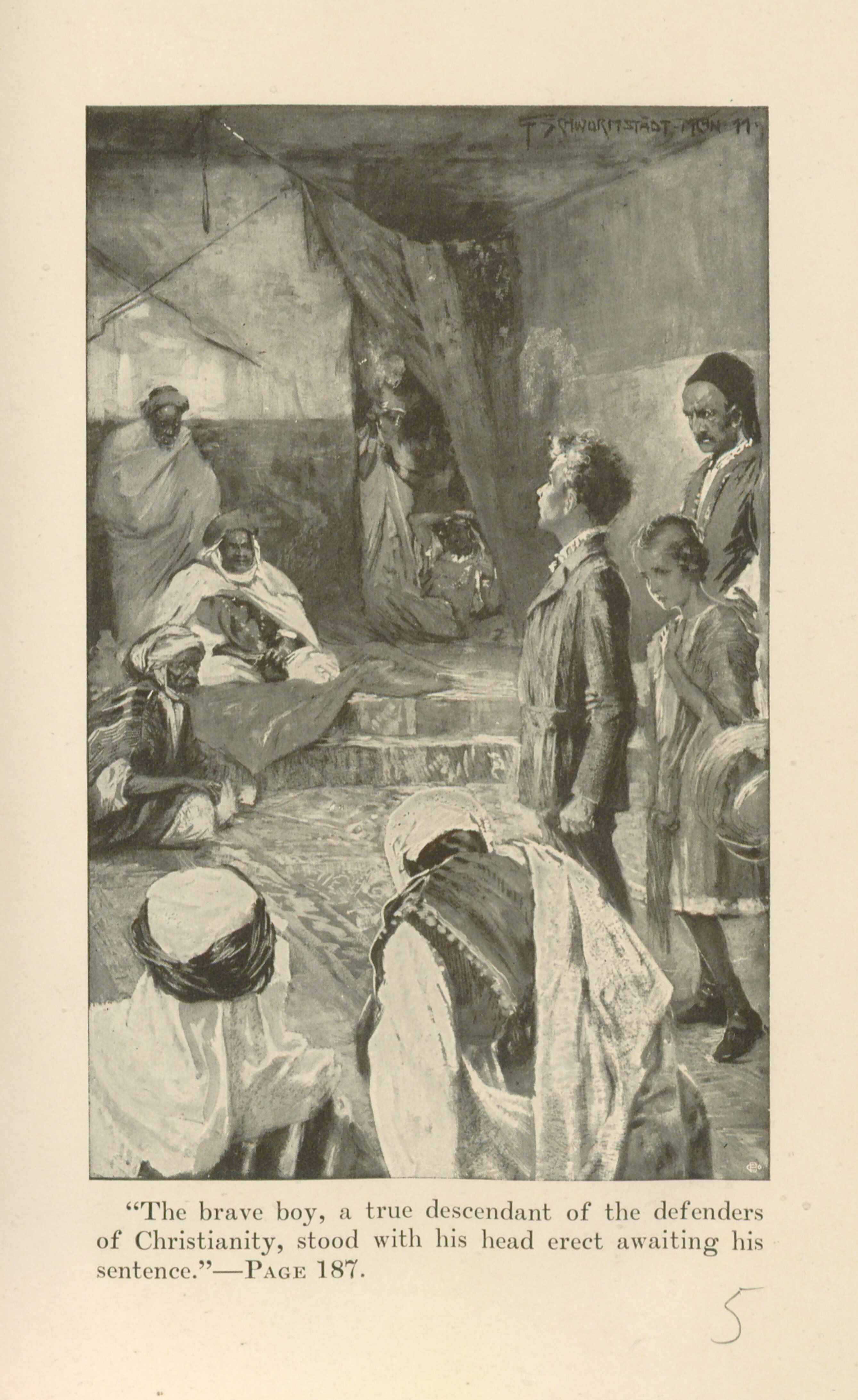
Gravure issue de la première édition américaine de 1912, Through the desert (Benziger Brothers, New York)
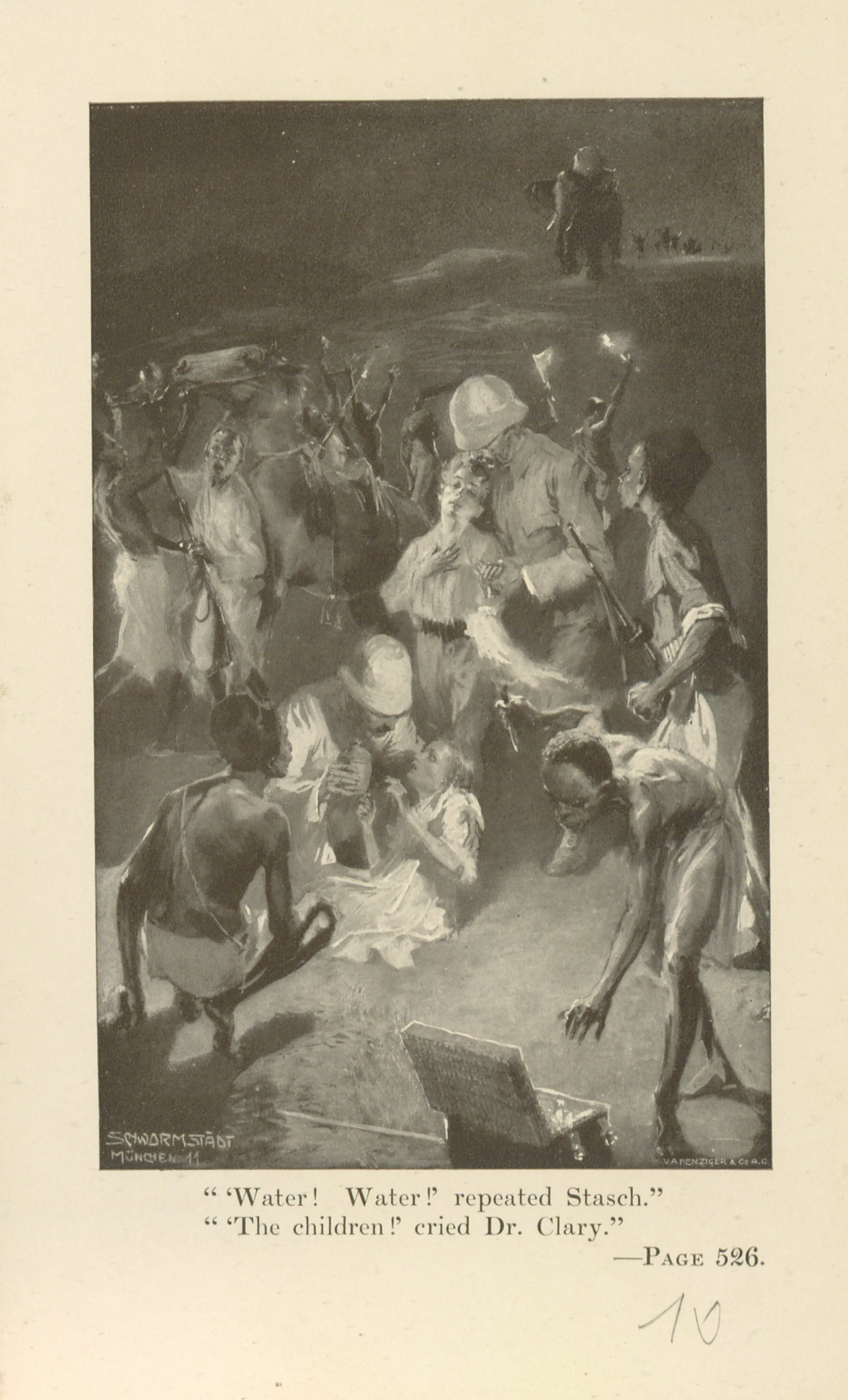
Gravure issue de la première édition américaine de 1912, Through the desert (Benziger Brothers, New York)
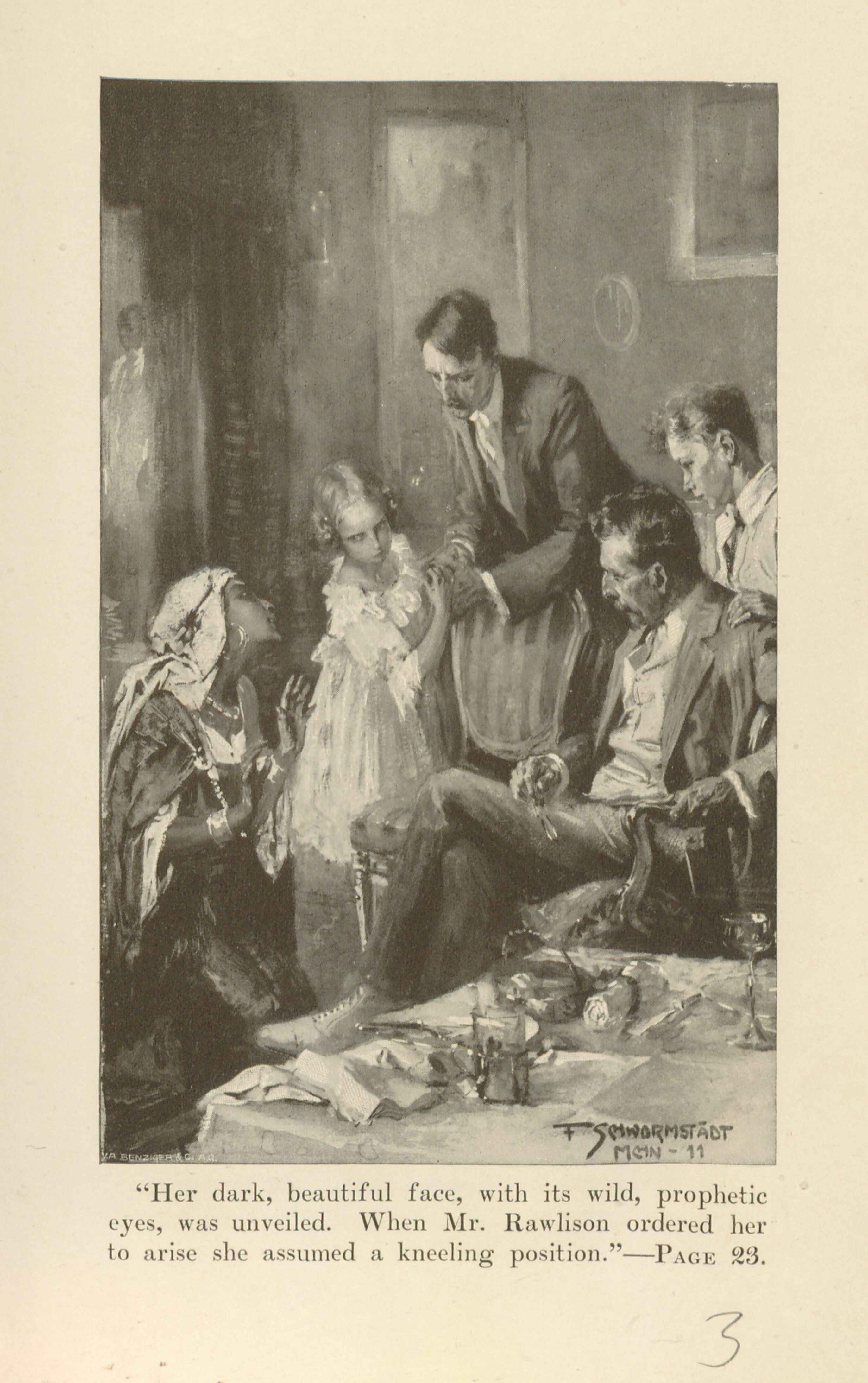
Gravure issue de la première édition américaine de 1912, Through the desert (Benziger Brothers, New York)
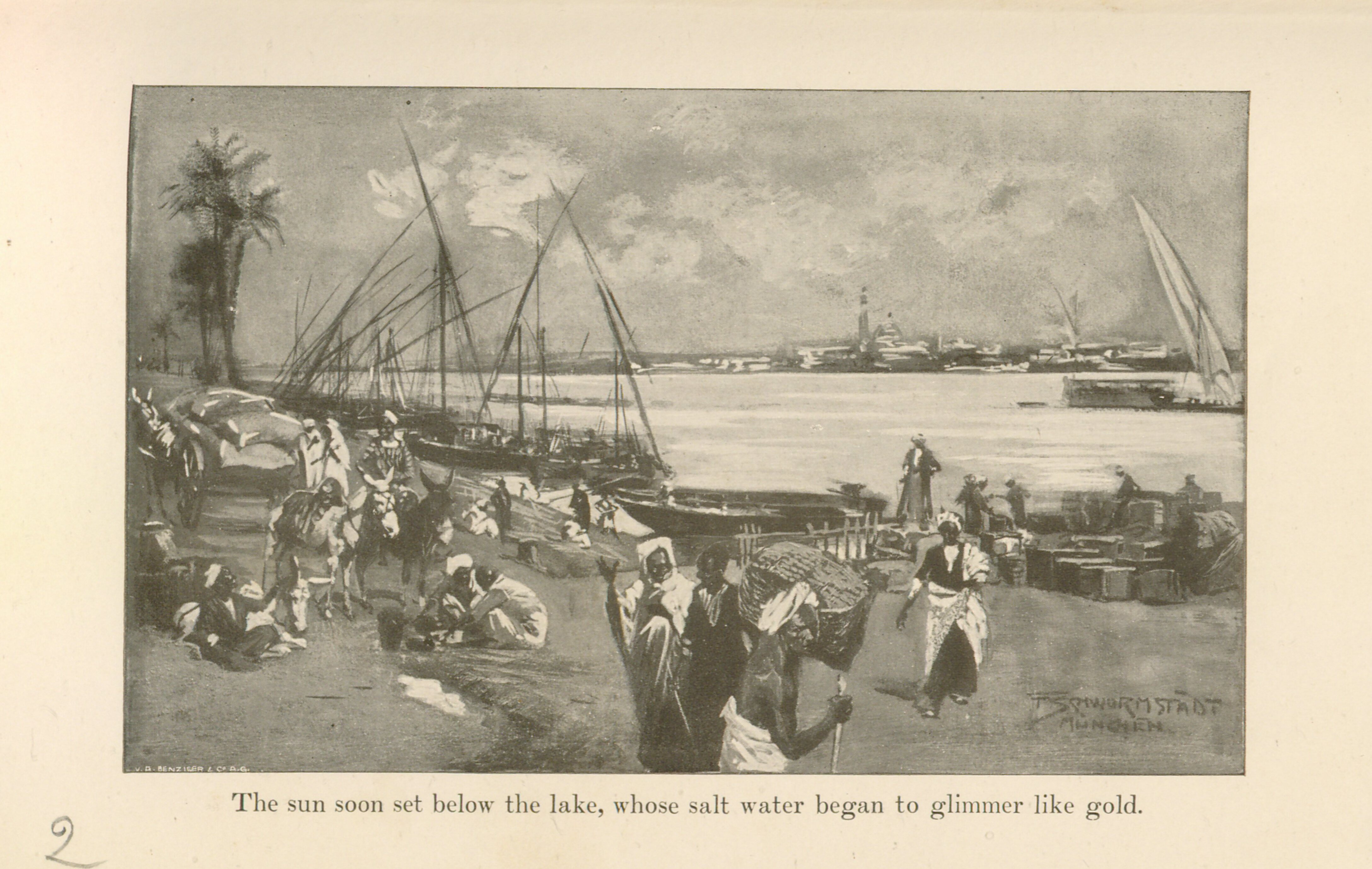
Gravure issue de la première édition américaine de 1912, Through the desert (Benziger Brothers, New York)